# Nathalie Chabrier
Pour les articles homonymes, voir Chabrier.
Nathalie Chabrier (Monique Georgette Chabrier à l'état civil) est une artiste peintre, lithographe et illustratrice française née le 30 septembre 1932 à Paris.

## Biographie

### Les jeunes années
Nathalie Chabrier restitue elle-même un parcours contrecarrant le projet paternel d'une carrière dans la comptabilité : « depuis l'âge de cinq ans, j'ai eu l'amour des couleurs, l'envie de dessiner, de peindre, la passion des boîtes de couleurs. À sept ans, j'allais peindre sur les quais de Seine au grand amusement des passants. À quinze ans, je m'inscris dans une école d'art similaire à l'École du spectacle. Après trois ans d'études, j'ai obtenu le brevet d'Art appliqué à l'industrie. Ensuite, les études à l'École nationale supérieure des arts appliqués et des métiers d'art, puis deux ans de professorat… et l'École nationale supérieure des beaux-arts ».

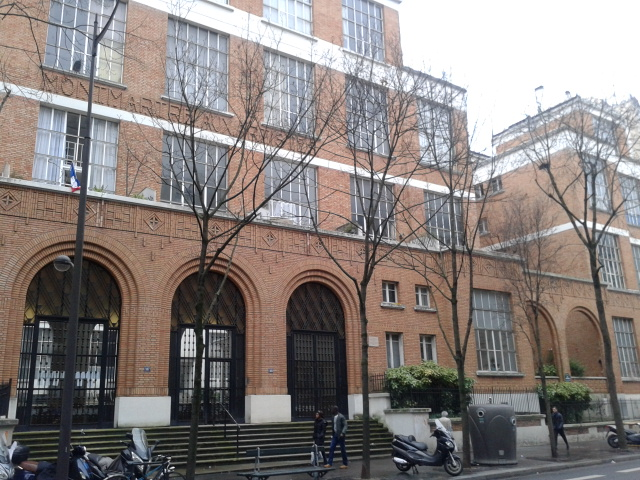
Cité Montmartre-aux-artistes, Paris

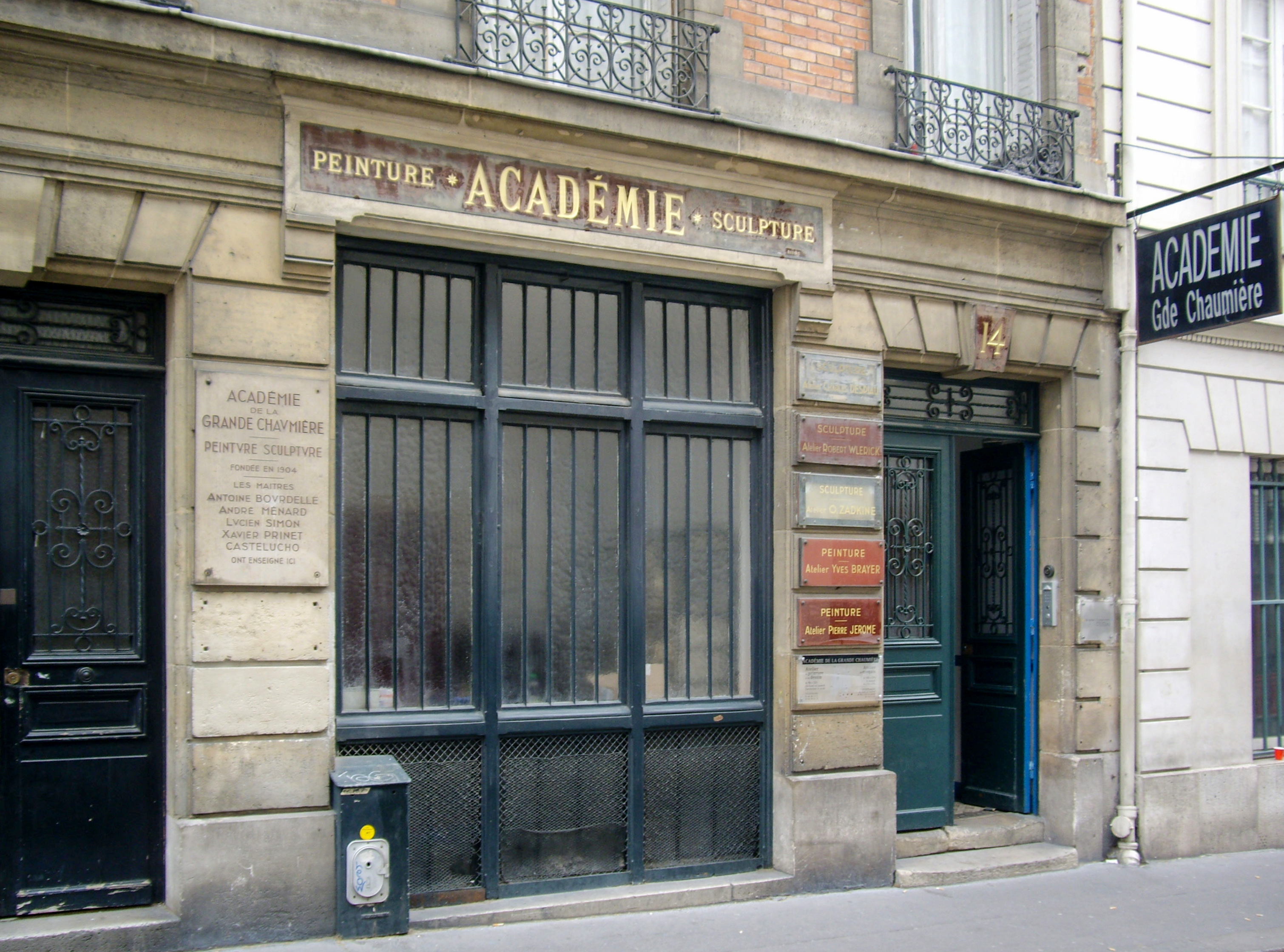
Académie de la Grande-Chaumière, Paris

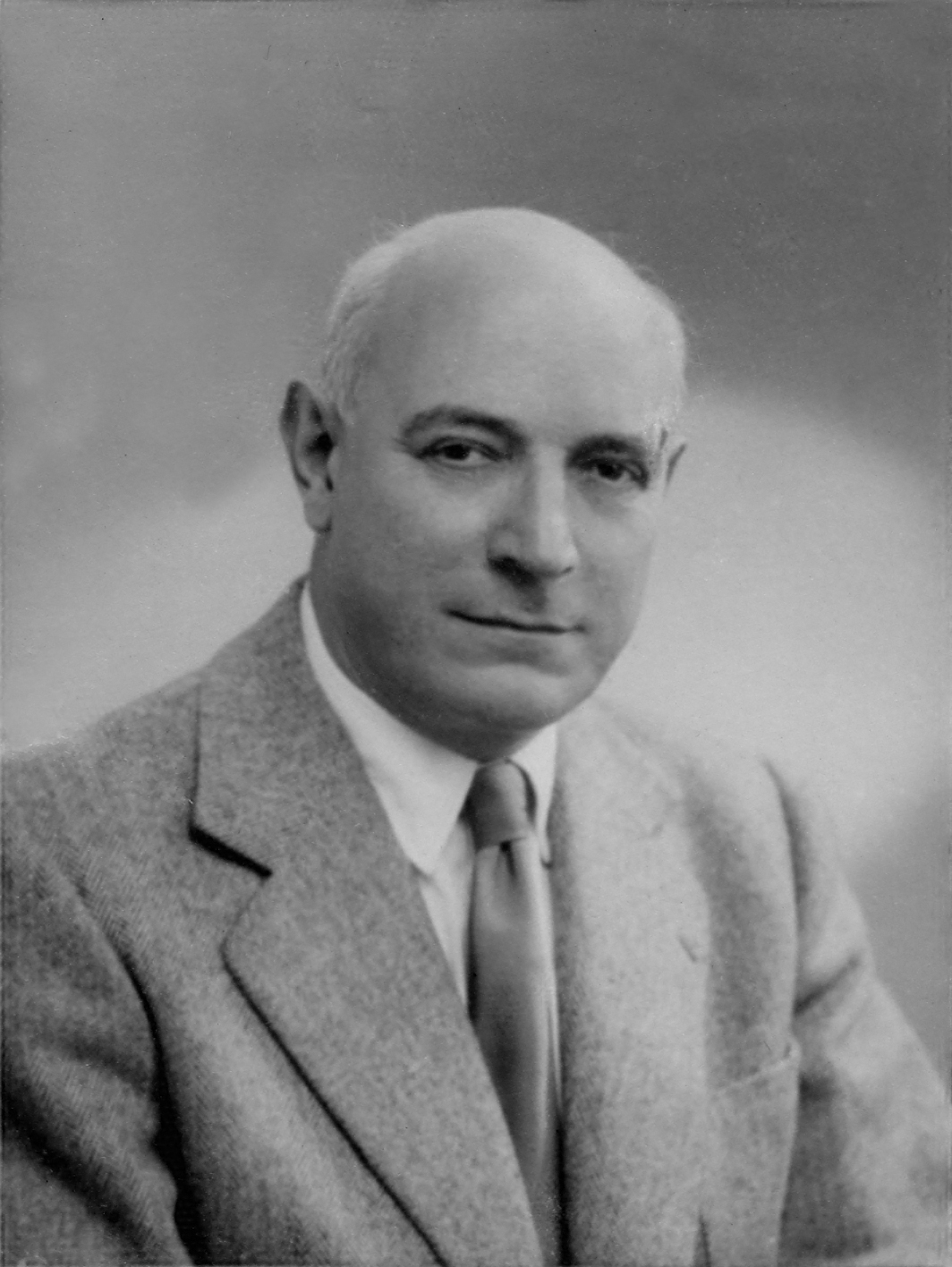
Fernand Mourlot

Elle épouse le peintre Roger Forissier (1924-2003) en octobre 1954 et réside avec lui à la cité Montmartre-aux-artistes, au 189 rue Ordener dans le 18e arrondissement de Paris. Leur fille Sandrine naîtra en 1964.

### La peinture
Elle se consacre dans un premier temps au vitrail, à la tapisserie, à la céramique et à la peinture murale, puis ses tableaux - « elle forge son tempérament de peintre, explique Roger Bouillot, en suivant les cours de l'École du Louvre, en travaillant assidûment à l'Académie de la Grande-Chaumière, en visitant l'Espagne et ses musées, l'Algérie et différentes provinces françaises » - lui valent dès 1954 des premières consécrations avec la sélection pour le Prix de la Jeune Peinture à la Galerie Drouant et l'acquisition d'une œuvre par le musée des Beaux-Arts Denys-Puech de Rodez, avant une mention spéciale au Festival d'Avignon en 1958 et une bourse d'état en 1959.

### La lithographie
Ses premiers travaux lithographiques à l'atelier Desjobert à Paris (en particulier l'affiche de son exposition personnelle à la Galerie Herbinet en mai-juin 1959) lui valent d'être remarquée par le Cincinnati Art Museum qui la sélectionne pour sa Biennale internationale de la lithographie de 1960,. Les vues de Paris constituent ensuite une large part de ses peintures, de ses pastels et de ses lithographies pour lesquelles elle poursuivra sa formation pendant six ans chez Mayer à Zurich - elle y découvrira, évoque Claude Bouret, le tirage des épreuves sur papier mouillé qui aboutit au rendu le plus exigeant des nuances du lavis sur pierre - avant de fréquenter à Paris les ateliers d'Art-Lithos et surtout de Fernand Mourlot : ce dernier, dans un texte de 1982, se souviendra qu'il fut « un peu surpris par cette jolie jeune fille qui allait se battre avec les pierres et les imprimeurs, mais dont il s'aperçut bien vite qu'elle connaissait bien le métier ».

### Le monde du cirque

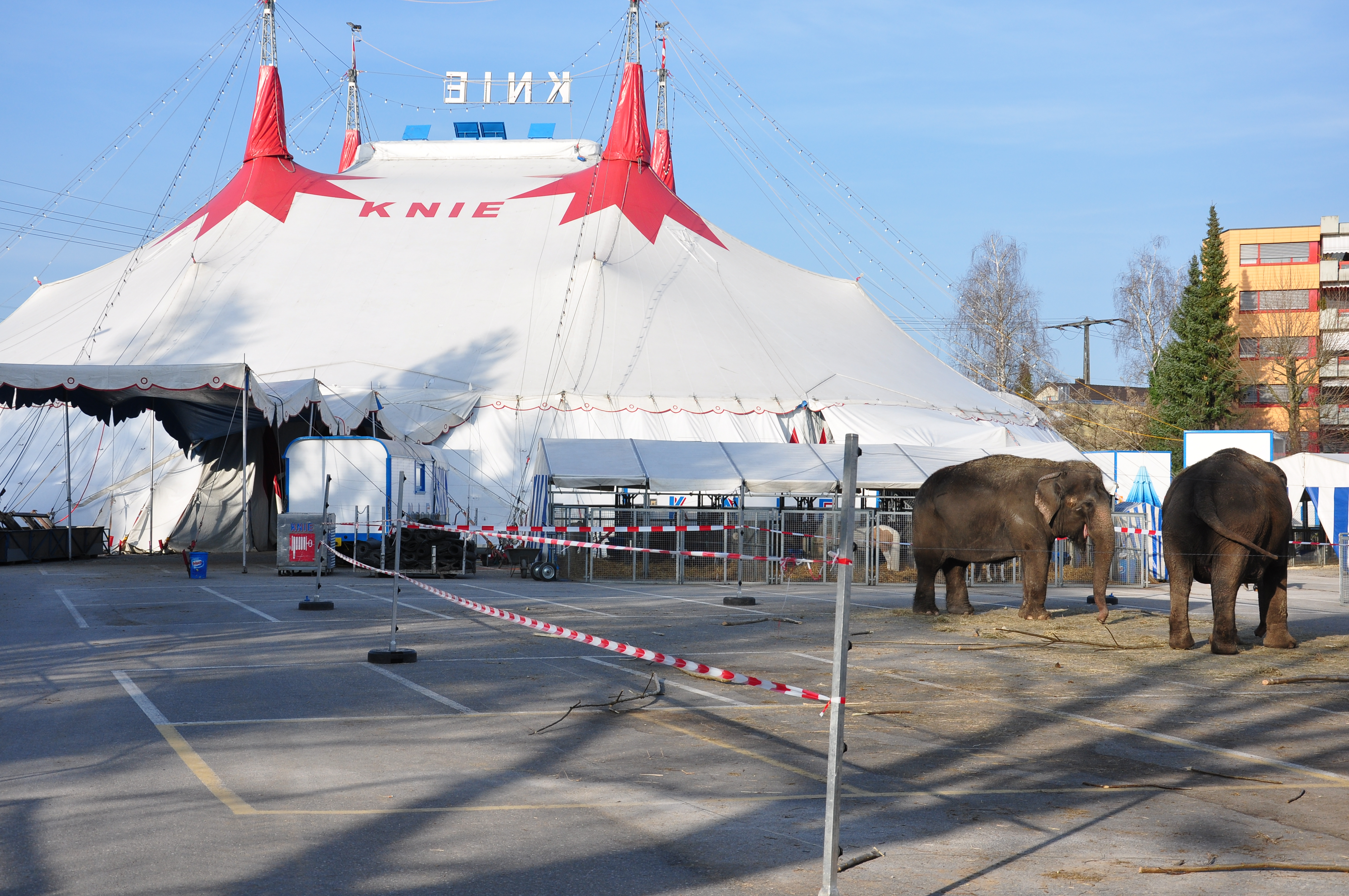
Le cirque Knie

« Le cirque, c'est la couleur, c'est la vie, c'est un monde en modèle réduit » ressent Nathalie Chabrier à propos d'une relation fervente où Roger Bouillot perçoit des réminiscences de l'enfance : « elle perdit sa mère à l'âge de six ans et c'est sa belle-mère qui lui fit contracter la passion du cirque en la menant chaque mois dans les différents chapiteaux de la capitale ». Son lien étroit au cirque en tant que peintre naît cependant en 1964, année où elle commence à côtoyer le cirque Knie à Lausanne, fréquentant ensuite également le cirque Medrano installé dans son quartier parisien de Montmartre. En 1997, le cirque Knie l'invite à réaliser des œuvres en public sur la piste.

## Œuvres

### Contributions bibliophiliques
- Joseph Peyré (préface de Joseph Kessel), L'Escadron blanc, illustrations de Nathalie Chabrier, 324 exemplaires numérotés et signés par l'artiste, éditions du Grésivaudan, André Philippe éditeur, Grenoble, 1973.
- William Faulkner, L'intrus, illustrations de Nathalie Chabrier, éditions Rombaldi, 1973.
- Gilbert Cesbron, Chiens perdus sans collier, illustrations de Nathalie Chabrier, Édito-service, 1976.
- Gilbert Cesbron, Avoir été, illustrations de Nathalie Chabrier, Édito-service, 1977.
- Colette et Étienne Bidon, Recloses, illustrations de Nathalie Chabrier et Roger Forissier, collection « Village d'art en forêt de Fontainebleau », éditions Colette et Étienne Bidon, 1979.
- Charles Trenet (deux avant-propos rassemblés sous le titre « Chabrier, peintre lithographe » par Claude Bouret et Fernand Mourlot), Chansons de Paris, 17 lithographies originales de Nathalie Chabrier, 558 exemplaires numérotés, Breton éditeur, Paris, 1982.

### Contribution philatélique
- Timbre-poste Alexis Grüss, l'un des cinq timbres de 0,75 euros imprimés en héliogravure pour le 30e Festival international du cirque de Monte-Carlo, Principauté de Monaco, 14 décembre 2005[13].

## Expositions

### Expositions personnelles

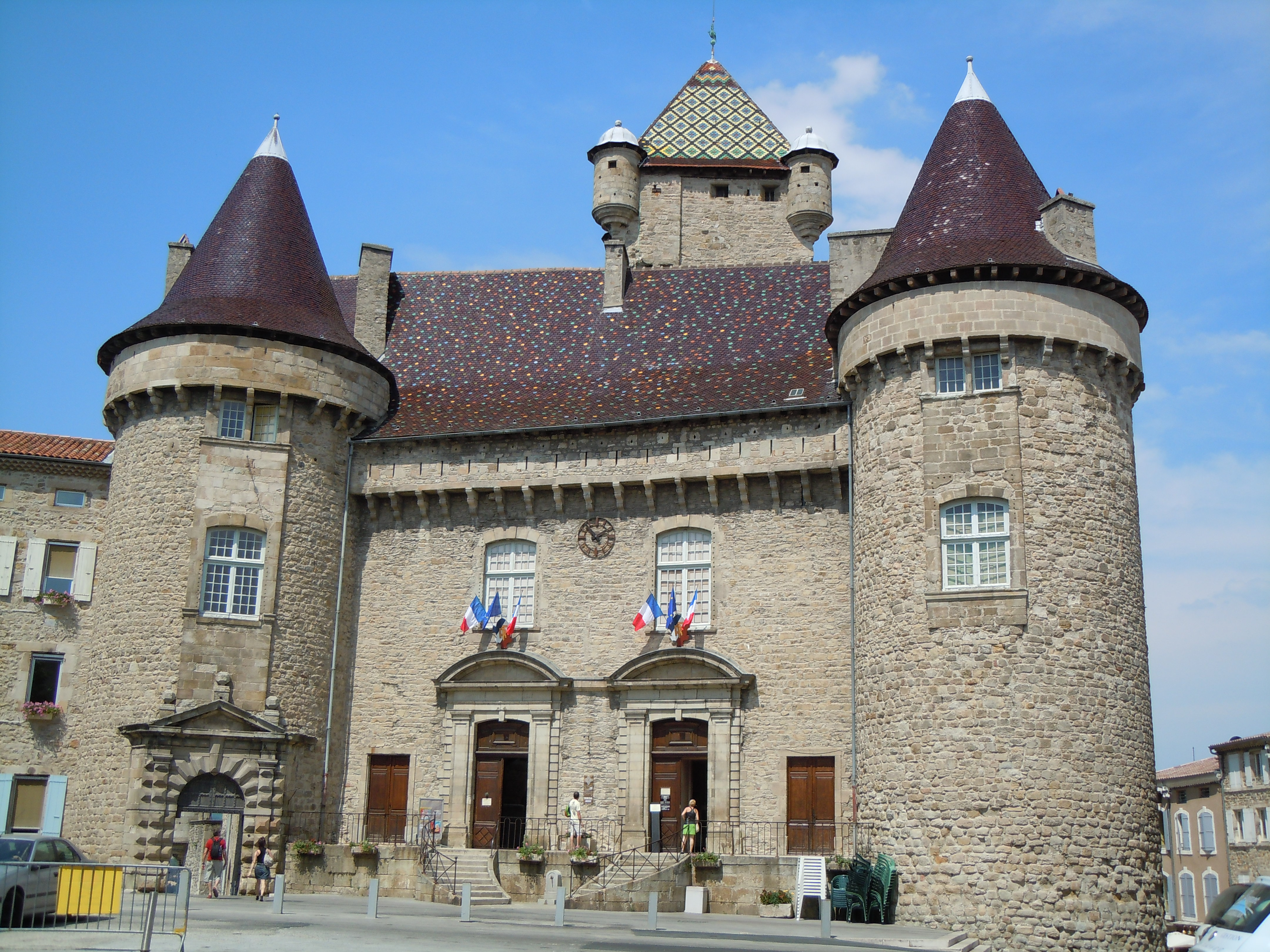
Musée-château d'Aubenas, 1967

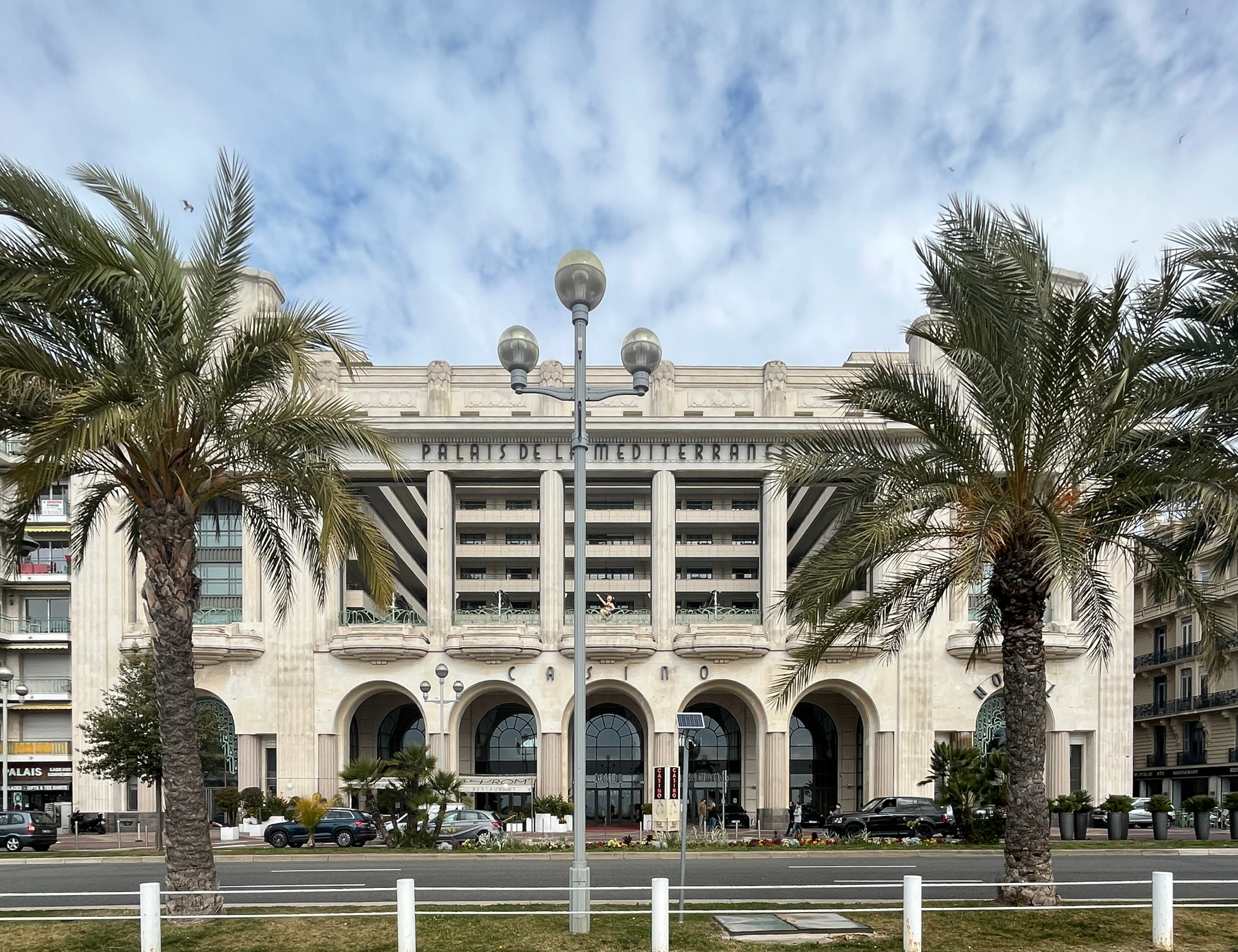
Palais de la Méditerranée, Nice, 1970

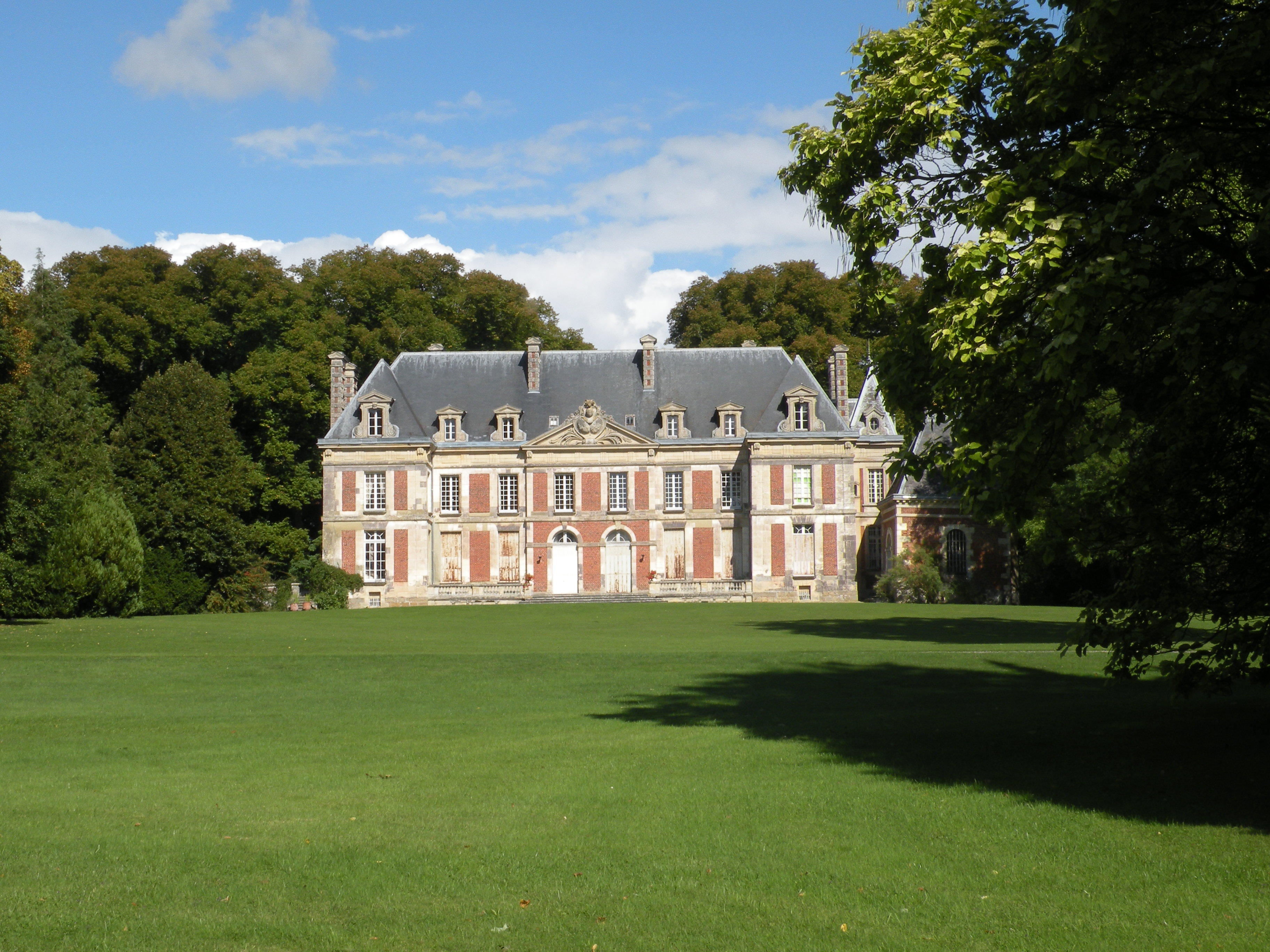
Château de Saint-Remy-en-l'Eau, 1987

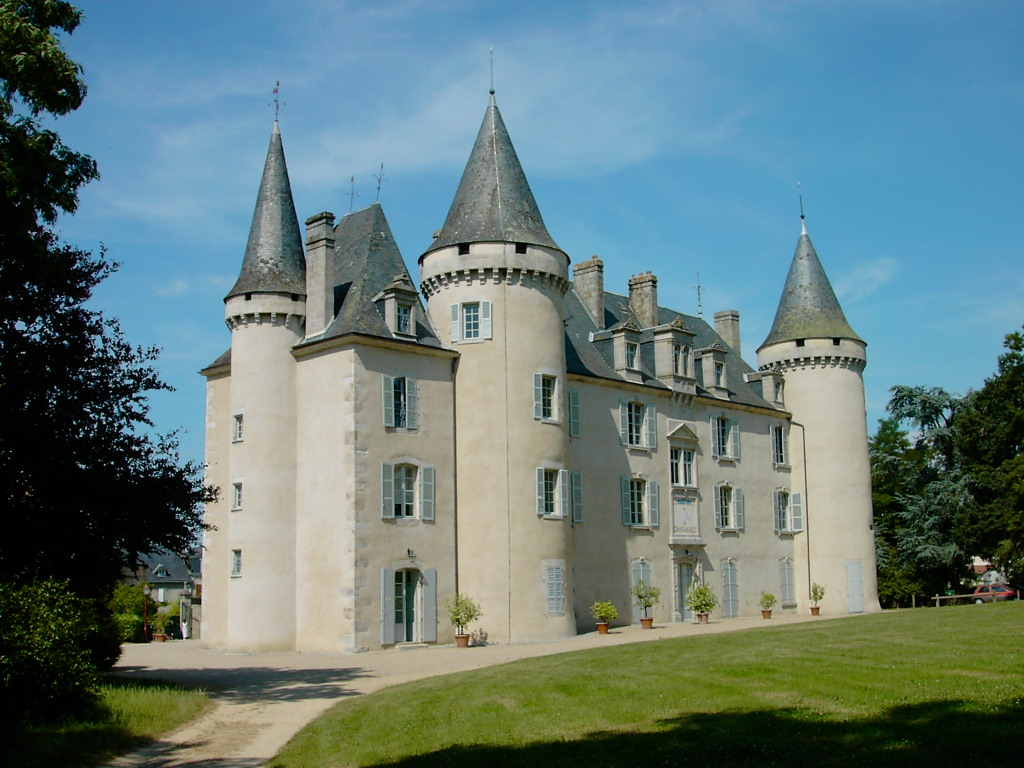
Château de Nexon, 2000

- Galerie Herbinet, rue Bonaparte, Paris, mai-juin 1959[7],[14],[15],[16], 1960.
- Galerie 5, Genève, 1961, novembre 1962[17].
- Galerie Transposition, Paris, 1962[6].
- Nathalie Chabrier - Le cirque, Galerie Anne de Francony, Nice, mai-juin 1962.
- Galerie Bernier, Paris, 1965.
- Galerie Verrière, Lyon, 1965.
- Musée-château d'Aubenas, 1967[18].
- Galerie Paul Vallotton, Lausanne, mars 1968[19], 1997.
- Nathalie Chabrier - Dix ans de lithographie, Galerie La Gravure, Paris, 1969[20],[21].
- Galerie du Théâtre, Genève, 1969.
- Galerie Le Griffon, Lyon, décembre 1969[22].
- Nathalie Chabrier - Rétrospective, Palais de la Méditerranée, Nice, 1970[4].
- Musée de Romans-sur-Isère, 1974.
- Galerie Latapie, Toulouse, octobre-novembre 1974[23].
- Galerie Nelly Double, Paris, 1975.
- Musée du Chablais, Thonon-les-Bains, 1976.
- Galerie Mainichi Co, Tokyo, 1976, 1988, 1991.
- Nathalie Chabrier - Rétrospective, centre Pablo-Neruda, Corbeil-Essonnes, 1976.
- Nathalie Chabrier - Lithographies, Musée municipal de Saint-Paul-de-Vence, juillet 1976[24].
- Club international de Droit et de l'Économie, Paris, décembre 1977[9].
- Espace culturel André-Malraux, Rueil-Malmaison, janvier 1978[9].
- Galerie L'Ourika, Paris, 1979.
- Galerie 25, Essen, 1980.
- Galerie Besitzerin, Genève, 1980.
- Rosenburgkellers, Schaffhouse, octobre 1980[25].
- Musée Granet, Aix-en-Provence, 1981[26].
- Nathalie Chabrier - Charles Trenet, "Chansons de Paris", Galerie Denise Valtat, Paris, 1982.
- Galerie Kleberg, Genève, 1982.
- Galerie Barbizon, Paris, mai-juillet 1986[5].
- Château de Saint-Remy-en-l'Eau, 1987.
- Académie diplomatique internationale (en), avenue Hoche, Paris, 1990.
- Galerie Petrouchka, Paris, 1991[27],[28],[29],[30].
- Galerie Bréheret, Paris, 1995.
- Banque de France, Provins, 1995.
- Chabrier - Quarante ans de cirque, exposition itinérante : Maison de l'Amérique Latine de Monaco, Monte-Carlo, janvier-février 2000[31],[32],[33] ; château de Nexon, juillet-août 2000[34], hôtel de ville de Trouville, juillet 2003[2].
- Chabrier - La passion du cirque, Holiday Inn, place de la République, Paris, février 2003[35].
- Nathalie Chabrier, chapiteau d'accueil du Festival européen des artistes de cirque, Saint-Paul-lès-Dax, novembre 2005.
- Théâtre Princesse-Grace, Monte-Carlo, 2006.

### Expositions collectives

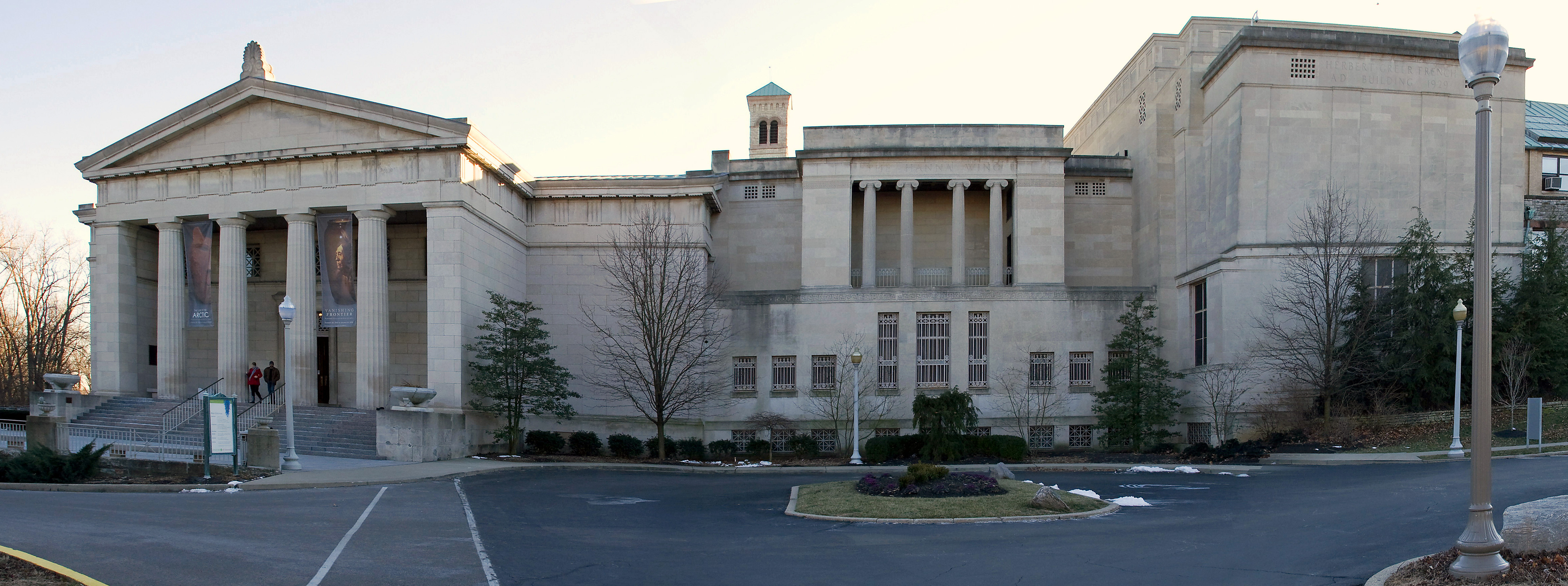
Cincinnati Art Museum, 1960.

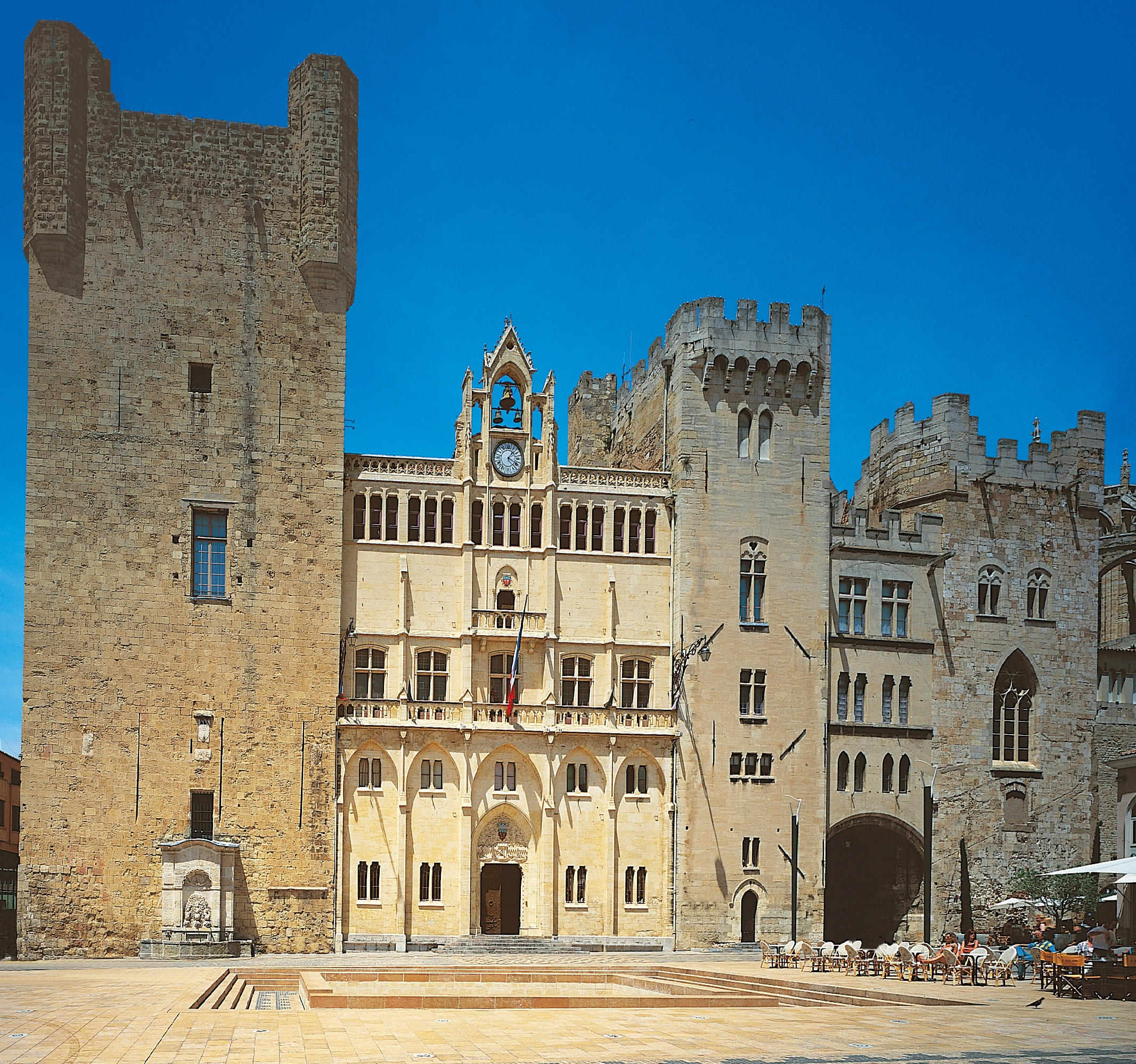
Musée d'Art et d'Histoire de Narbonne, 1968.

- Salon de la Jeune Peinture, Musée d'art moderne de la ville de Paris, 1954[4].
- Salon des indépendants, Paris, 1955[4], 1959.
- Galerie Raymond Creuse, Paris, 1956[5].
- École de Paris, Galerie Charpentier, Paris, 1957.
- Festival d'Avignon, 1959[6].
- Biennale de Paris, Musée d'art moderne de la ville de Paris, octobre 1959.
- Biennale internationale de la lithographie, Cincinnati Art Museum, Cincinnati, 1960[8].
- Salon d'art Wolfsberg, Zurich, 1964.
- Les peintres de Clément V, Musée d'Art et d'Histoire de Narbonne, mai 1968.
- Festival Jean-Sébastien-Bach, Saint-Donat (Puy-de-Dôme), 1973.
- Nathalie Chabrier et Roger Forissier, Sofitel Porticcio, 1978.
- Le Cirque et le jouet, Musée des Arts décoratifs, Paris, 1984 (affiche lithographique de l'exposition Hommage au clown Charlie Rivel par Nathalie Chabrier)[36].
- Salon d'automne, Paris, 1986, 1988[37], 1995.
- XVe Salon de printemps, Nathalie Chabrier invitée d'honneur, Bourg-de-Péage, février 1989[38].
- De Bonnard à Baselitz - Dix ans d'enrichissements du cabinet des estampes, 1978-1988, Bibliothèque nationale de France, Paris, 1992[39].
- 45e Salon de la peinture, hôtel de ville de Sens (Yonne), octobre 1993[40].
- Nathalie Chabrier et Claude Gauthier, peintures ; Kees Verkade, sculptures, Théâtre Princesse-Grace, Monaco, janvier 2006[13].
- 58e Salon de peinture, Nathalie Chabrier invitée d'honneur, Moret-sur-Loing, avril-mai 2006[41].
- 40e Festival du cirque, hôtel Fairmont, Monte-Carlo, 2006.
- Le cirque enchanté, espace culturel de Tourrette-Levens, juin-septembre 2011[42].
- 40e Festival international du cirque de Monte-Carlo - Le cirque vu par Igor Akimov, Dominique Avigdor, Pierre Assemar, Toly Castors, Nathalie Chabrier et Petit Gougou, Hôtel Fairmont, Monte-Carlo, janvier 2016.
- Participations non datées : Salon des Tuileries, Salon Comparaisons, Biennale de Menton, Biennale de Conches-en-Ouche[4].

## Citations

### Dits de Nathalie Chabrier
- « Comme on rencontre certains êtres, un soir, par hasard, à Genève, je rencontrai le cirque. De mon enfance, il me restait le souvenir imprécis d'une architecture, d'une certaine tristesse. Ce que je vis au cirque Knies me bouleversa. Je désirais peindre de la couleur, du mouvement, de la chaleur, tout cela, c'était précisément le cirque, avec son côté vivant, pur, de vie intense où tout est beauté de la ligne. » - Nathalie Chabrier[19]

### Réception critique

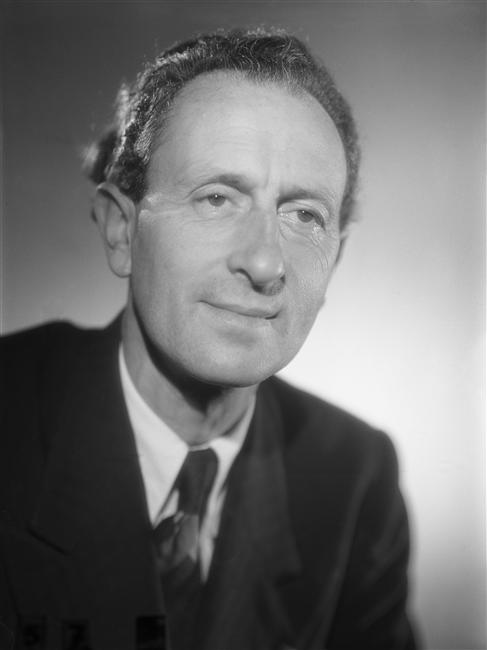
Paul Vialar

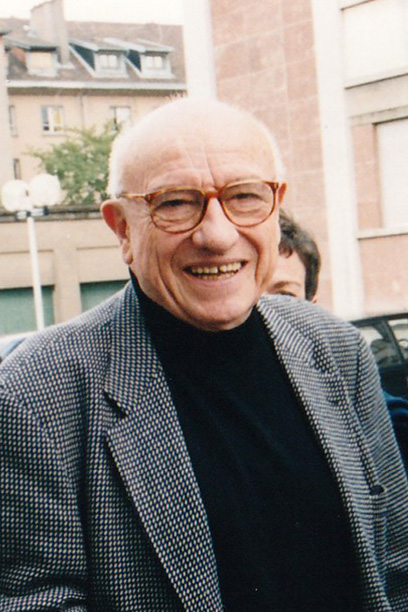
Bernard Clavel

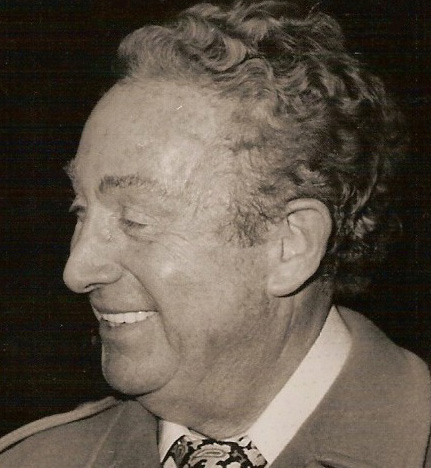
Charles Trenet

- « Thème préféré : les marchés parisiens ; non pas pour l'anecdote facile, mais pour les harmonies de gris (pavés, trottoirs, bâches) qui font chanter les tons clairs des victuailles, des fruits, des costumes. D'autres toiles - fleurs, natures mortes… - prouvent, avec le goût du peintre pour un intimisme d'un charme efficace sans mièvrerie, la connaissance, à base de composition bien équilibrée, de son beau métier de peintre. » - Guy Dornand[14]
- « Elle peint les marchands de sa rue qu'elle aperçoit, sans doute, de la fenêtre de son atelier. Ses vues plongeantes sur une anecdote délicatement "contée" à différentes heures de la journée, à différentes saisons de l'année, saisissant à la fois les nouvelles teintes de la mode féminine et celles plus constantes de la misère. Silhouettes sans visage, riches de leur seule couleur, égarées dans un terne décor de maisons et d'enseignes que la neige vient d'égayer, et qui se pressent autour des étalages où l'on distingue la fraîcheur de légumes et de fruits. » - Raoul-Jean Moulin[15]
- « Beaucoup de force chez cette jeune artiste qui a si bien su exprimer les "moments" d'une rue parisienne. » - René Barotte[16]
- « Elle a choisi un atelier très haut perché, et elle peint de sa fenêtre. Cette particularité de peindre des vues prises d'en haut, qui s'étendent sur la toile sans laisser de place au ciel ou très peu, donne à ses études une certaine analogie d'aspect avec les estampes chinoises anciennes ; elles ont aussi avec elles des similitudes de coloris, des gris, des beiges, des noirs délicats très atténués sur lesquels des touches vives, très colorées, prennent d'autant plus d'accent et d'éclats. Les marchés parisiens évoquent merveilleusement la grisaille de l'hiver, la diversité pittoresque des acheteurs, des étalages, sur des fonds de vieilles maisons, d'arbres dépouillés. » - Edwige Bouttier[43]
- « Avec Nathalie Chabrier, c'est la vie elle-même qui entre dans le cadre du tableau, s'y ordonne et y joue, puis en sort et continue son trafic ordinaire, n'ayant été que pour un moment et par le génie de l'artiste arrêtée à son point de plus haute couleur. » - Jean Giono[18]
- « Chabrier est de ceux qui croient encore que voir, traduire avec un art personnel et transposer ainsi le réel, compte plus que de mettre sous rien une "signature". Nous l'aimons pour son caractère, son sérieux, parce qu'elle a voulu savoir dessiner et peindre pour exprimer ce qu'elle ressent et nous le communiquer et parce que, ce faisant, elle a atteint, par le choix de ses sujets, ses couleurs, sa poésie et son originalité, à un talent sûr, équilibré, et en même temps d'une parfaite liberté. Merci à Chabrier d'avoir réussi même sans s'occuper du reste. On ne saurait atteindre à l'Art d'une autre manière. » - Paul Vialar[20]
- « Vous avez pénétré le monde des marchés, du cirque et des fêtes foraines comme peu de peintres ont su le faire. Il y a, dans votre façon d'exprimer tout cela, une puissance et un amour de la pâte qui témoignent d'un tempérament exceptionnel. Ce tempérament domine un métier très affirmé mais que vous savez plier à toutes vos exigences pour nous faire oublier sa présence. Tout cela comme vos portraits et vos paysages sont d'une artiste qui voit vivre son époque sans rien rompre des liens qui l'attachent aux vraies richesses : l'homme et la nature. » - Bernard Clavel[44]
- « Nathalie Chabrier, l'auréole de ma vie chantée… » - Charles Trenet[10]
- « Chabrier a traité le monde du cirque et des clowns, a peint des vues de Paris, des scènes de la vie quotidienne, dans des couleurs franches posées en aplats, dans un style proche de l'art naïf. » - Dictionnaire Bénézit[4].
- « Elle s'intéresse d'abord à la lumière des projecteurs, à la somptuosité des numéros et des costumes, avant de s'attacher aux coulisses, à la vie quotidienne de ces saltimbanques, collaborant avec de prestigieuses familles comme les Rancy, les Grüss et les Bouglione. Les peintures, pastels, gouaches et lithographies de Chabrier représentent ainsi, en plus de leurs qualités picturales, un ensemble impressionnant de documents sur les arts de la piste et redonnent ses lettres de noblesse à un genre qui, depuis Henri de Toulouse-Lautrec, avait été délaissé par les peintres. » - Letizia Dannery[31]

## Prix et distinctions
- Prix d'État d'art plastique, 1959[4].
- Prix du Palais de la Méditerranée (Union méditerranéenne de l'art moderne), Nice, 1962[4].
- Prix de la ville de Mantes-la-Jolie, 1963.
- Prix de la Fondation Paule-Mikkelsen, Copenhague, 1972.
- Prix de la ville de Corbeil, 1975.
- Prix de la Nouvelle École de Fontainebleau, 1979.
- Prix du conseil général de Seine-et-Marne, 1985.
- Membre d'honneur du Comité directorial du Club du cirque, Créteil, 2022[36].

## Collections publiques

### Australie
- Galerie nationale d'Australie, Canberra, Marché aux légumes, lithographie 50,4x65,4cm, atelier Fernand Mourlot[45].

### États-Unis
- Cincinnati Art Museum, Cincinnati[4].

### France
- Sous-préfecture de Lisieux, Le Marché sous la neige, huile sur toile 130 × 97 cm (dépôt du Centre national des arts plastiques)[46].
- Musée des Beaux-Arts de Nice[4].
- Département des estampes et de la photographie de la Bibliothèque nationale de France, Paris, 15 lithographies[39].
- Musée des Arts décoratifs, Paris, Le Clown Charlie Rivel, lithographie[36].
- Musée national d'art moderne, Paris, Portrait de l'oiseau-qui-n'existe-pas, aquarelle 32,4x24,9cm[47].
- Fonds national d'art contemporain, Puteaux :
  - Les Chevaux, huile sur toile, 65x81cm[48] ;
  - Paysage du Luc au printemps, gouache 32x52cm[49].
- Musée des Beaux-Arts Denys-Puech, Rodez[4].
- Préfecture de la Loire, Saint-Étienne, Le Marché, huile sur toile 100x50cm[50].
- Musée du cirque Alain Frère, Tourrette-Levens, Le Clown Charlie Rivel, lithographie[42].

### Tchad
- Ambassade de France à N'Djamena, La place Furstenberg, huile sur toile 81x105cm[51].

## Collections privées
- Raymond Devos[12].
- Le Lido, Paris, décorations murales[12].